# Macedonio I
Macedonio I (fl. 342–360) è stato a più riprese Vescovo di Costantinopoli.
Probabilmente era un semiariano afferente al gruppo di Basilio di Ancira.
Alla morte del vescovo Alessandro, nel 342 Macedonio fu eletto al seggio vescovile dagli ariani, in opposizione a Paolo I. Dopo diverse vicissitudini, fu deposto nel 360 dagli Acaciani.
Dopo la sua morte, prese il suo nome una corrente teologica dell'Arianesimo, quella degli Pneumatomachi o Macedoniani.